# Indian Lake (Pensilvânia)
Indian Lake é um distrito localizado no estado norte-americano de Pensilvânia, no Condado de Somerset.

## Demografia
Segundo o censo norte-americano de 2000, a sua população era de 450 habitantes.
Em 2006, foi estimada uma população de 451, um aumento de 1 (0.2%).

## Geografia
De acordo com o United States Census Bureau tem uma área de
11,6 km², dos quais 9,6 km² cobertos por terra e 2,0 km² cobertos por água.

## Localidades na vizinhança
O diagrama seguinte representa as localidades num raio de 12 km ao redor de Indian Lake.